# Rathaus Schraplau

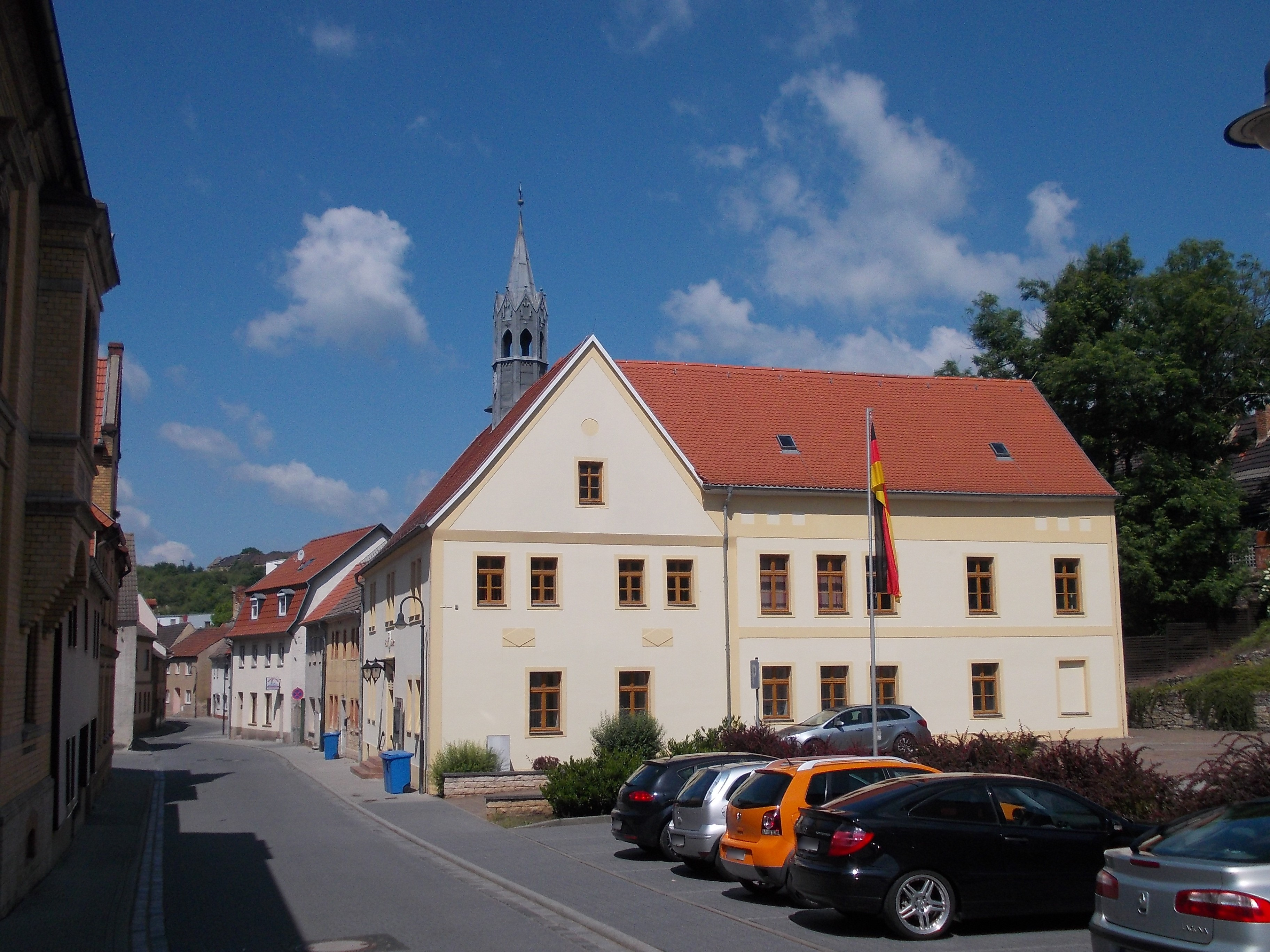
Rathaus von Schraplau

Das Rathaus von Schraplau ist ein Baudenkmal in der Verbandsgemeinde Weida-Land im Saalekreis in Sachsen-Anhalt.

## Lage und Geschichte
In der Marktstraße Schraplaus befindet sich ein schlichtes Rathaus, das nur durch seinen Dachreiter als solches zu erkennen ist. Das liegt zum einen daran, dass sich Schraplau erst um 1500 zu einer Stadt entwickelte, zum anderen daran, dass die Stadt häufiger brannte (belegt für 1650, 1670, 1700) und im Dreißigjährigen Krieg viermal geplündert wurde. Dadurch war selten Geld vorhanden, um ein repräsentatives Gebäude zu schaffen. In seiner heutigen Gestalt ist es wesentlich von einem Umbau in der Zeit um 1930 geprägt.
Südwestlich des Rathauses hat sich ein kleiner Platz mit dem Kakbrunnen gebildet. Das Gebäude selbst beherbergt heute den Ratskeller. Es ist denkmalgeschützt und steht im Denkmalverzeichnis mit der Erfassungsnummer 094 06118. Zum Ende des Jahres 2020 wurde das Gebäude, das zuletzt als Außenstelle der Verbandsgemeinde fungierte, weitgehend geräumt und soll künftig dem Trinkwasser- und Abwasserbetrieb Weida-Land als Sitz dienen.